# Retroactive
Retroactive (bra: Inferno na Estrada) é um filme estadunidense de 1997, dos gêneros ficção científica, ação e drama, dirigido por Louis Morneau.

## Elenco
| Nome               | Personagem            |
| ------------------ | --------------------- |
| Kylie Travis       | Karen                 |
| Shannon Whirry     | Rayanne               |
| James Belushi      | Frank                 |
| Frank Whaley       | Brian                 |
| Jesse Borrego      | Jesse                 |
| M. Emmet Walsh     | Sam                   |
| Sherman Howard     | Trooper               |
| Guy Boyd           | Bud                   |
| Kristina Coggins   | Martha                |
| Robbie Thibaut Jr. | Paul                  |
| Roger Clinton      | Motorista de caminhão |

## Premiações

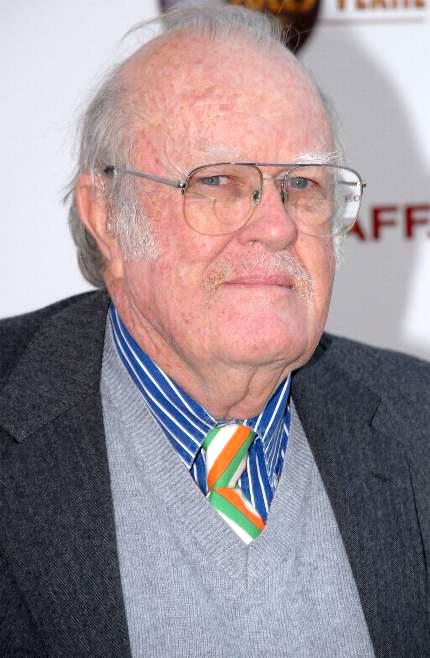
M. Emmet Walsh é Sam.

- Indicado

Academy of Science Fiction, Fantasy & Horror Films
Categoria Melhor Apresentação de Televisão no Gênero
Mystfest
Categoria Melhor Filme Louis Morneau
Sitges - Catalonian International Film Festival
Categoria Melhor Filme Louis Morneau
- Ganhou

Brussels International Festival of Fantasy Film
Categoria Prêmio Silver Raven Louis Morneau
Fantasporto
Categoria Melhor Filme Louis Morneau
Málaga International Week of Fantastic Cinema
Categoria Melhor Ator James Belushi
Categoria Citação Especial pelos Efeitos Especiais
Sweden Fantastic Film Festival
Categoria Prêmio do Público Louis Morneau
Categoria Menção Especial Louis Morneau